# Avenue du Château-d'Eau
Ne doit pas être confondu avec Rue du Château-d'Eau.
Pour les articles homonymes, voir Château d'eau (homonymie).
L'avenue du Château-d'Eau est une voie de Toulouse, chef-lieu de la région Occitanie, dans le Midi de la France.

## Situation et accès

### Description
L'avenue du Château-d'Eau est une voie publique. Elle se trouve dans le quartier de la Patte-d'Oie, dans le secteur 2 - Rive gauche. 
Elle naît au niveau de la place des Abattoirs, au carrefour des allées Charles-de-Fitte, de la rue Jacques-Roudil et de la rue de Bourrassol. Elle est rectiligne, orientée au nord-ouest, longue de 330 mètres et d'une largeur régulière de 10 mètres. Elle reçoit successivement à droite la rue Robert-Champeaux, puis la rue Louis-Joseph-Gay-Lussac. Elle se termine au carrefour de la rue Dautezac et du boulevard Richard-Wagner, qui la prolonge au nord-ouest.
La chaussée compte une voie de circulation automobile dans chaque sens. Elle est définie comme une zone 30 et la vitesse y est limitée à 30 km/h. Il n'existe pas d'aménagement cyclable.

### Voies rencontrées
L'avenue du Château-d'Eau rencontre les voies suivantes, dans l'ordre des numéros croissants (« g » indique que la rue se situe à gauche, « d » à droite) :
1. Rue de Bourrassol (g)
2. Allées Charles-de-Fitte (d)
3. Place des Abattoirs (d)
4. Rue Robert-Champeaux (d)
5. Rue Louis-Joseph-Gay-Lussac (d)
6. Rue Dautezac (g)
7. Boulevard Richard-Wagner (d)

### Transports
L'avenue du Château-d'Eau n'est pas directement parcourue par les transports en commun. Elle débouche cependant sur les allées Charles-de-Fitte, parcourues par les lignes de bus 1445. Au sud, autour des places Saint-Cyprien et François-Roguet, se trouvent également la station Saint-Cyprien – République de la ligne de métro , ainsi que les arrêts des lignes de bus 13144566.
Il existe une station de vélos en libre-service VélôToulouse, la station no 95 (4 avenue du Château-d'Eau).

## Odonymie
L'avenue du Château-d'Eau tient son nom du château d'eau de Bourrassol. Il a existé d'autres voies qui ont également porté la même appellation : la place du Château-d'Eau entre 1824 et 1842 (actuelle place Charles-Laganne) et la rue du Château-d'Eau entre 1900 et 1936 (actuelle rue Jean-Poncelet).

## Histoire
La rue est tracée 1887, à l'emplacement du canal de fuite du château d'eau de Saint-Cyprien, qui aboutissait d'abord au moulin d'Abadie. Il est exploité par Jean Abadie, ingénieur responsable de la machine élévatoire des eaux du château d'eau. En 1867, le moulin fait place au château d'eau de Bourrassol, dont les machines sont construites par l'ingénieur Farcot.